# Геодетски премјер
Геодетски премјер или геодетско снимање је техника, професија, умјетност и наука за одређивање терестичког или тродимензионалног положаја тачака (које може бити подјељено на дводимензионално и једнодимензионално мјерење)  и растојања и углова између њих. Професионални геодетски стручњак који се бави премјером назива се геодета, те иако на српском говорном подручју не постоји јасна диференцијација у терминологији назива појединих геодетских струка, у новије вријеме особа која се бави геодетским премјером уз познавање обраде података на рачунарима назива се геоматичар (спој ријечи географија и информатика). Тачке геодетског осматрања се обично налазе на површини Земље или на непосредним објектима изнад ње и често се користе за успостављање карата и граница за потребе дефинисања права власништва, те за дефинисање објеката и карактеристика, попут углова зграда или положаја подземних карактеристика, али и за друге сврхе уређене владиним или грађанским законима, као што је продаја имовине. 
Геодети (који врше геодетски премјер) раде са елементима геометрије, тригонометрије, регресионе анализе, физике, инжењерства, метрологије, програмских језика и правних закона. Геодети за потребе премјера често користе неопходну геодетску опрему, као што су тоталне станице, роботизоване тоталне станице, теодолити, ГНСС пријемници, ретрорефлектори, 3Д скенери, радио пријемници, клинометри, ручни таблети, дигитални нивелири, локатори површине, беспилотне летјелице, ГИС и доступни специјализовани геодетски софтвер. 
Геодетски премјер је коришћен као елемент развоја људског окружења од почетка записане историје. Већина конструкционих планова захтјева поретходни геодетски премјер, како би потребе градње биле оптимизоване и сврха градње помно испланирана. Премјер се такође користи у транспорту, комуникацијама, картирању и дефинисању  граница за власништво над земљиштем. То је важно средство за истраживање у многим другим научним дисциплинама. 

## Дефиниција
Међународна федерација геодета (енгл. International federation of Surveyors) дефинише сврху премјера на сљедећи начин: 
 Геодет (који се бави дисциплином геодетског премјера) је професионална особа са академским квалификацијама и техничком експертизом способна за обављање једне или више сљедеће наведене активности; 
- одређивања, мјерења и представљања површи Земље, тродимензионалних објеката, тачака поља и путања;
- сакупљања и тумачења копнене и географски сродне информације,
- коришћења те информације за планирање и ефикасно управљање над копном, морем и било каквим структурама на њима; и,
- спровођењем истраживања горњих пракси и даље развијање истих

## Историја

### Древна историја
Премјер се вршио од времена када су људи изградили прве велике грађевине. У древном Египту, носачи конопа користили би једноставну геометрију за поновно успостављање граница након годишњих поплава ријеке Нил . Готово савршени облик квадрата и оријентација сјевер-југ Велике пирамиде у Гизи, изграђене отприликр 2700. године прије нове ере, потврђују вјештину Египћана за извођење геодетског премјера. Грома инструмент потиче из Месопотамије (рани I миленијум п.н.е.).  Праисторијски споменик у Стонехенгеу (око 2500. године пре нове ере) поставили су праисторијски геодети користећи геометрију клина и конопа. 
Математичар Лиу Хуи описао је начине мјерења удаљених објеката у свом раду Haidao Suanjing или Математичком приручнику острва мора, објављеном 263. године. 
Римљани су премјер земљишта препознали као професију. Они су успоставили основна мјерења под којима је подјељено Римско царство, као што је порески регистар освојених земаља (300. године нове ере).  Римски геодети били су познати као громатици. 
У средњовековној Европи обичај "пребијања граница" одржавао је границе села или парохије. То је била пракса окупљања групе становника и шетње парохијом или селом како би се успоставило заједничко сјећање на границе. Младићи су такође били укључени у овај догађај како би се осигурало да колективно сјећање траје што је дуже могуће. 
У Енглеској је Вилијам Освајач 1086. године наручио је израду књиге страшног суда. У њој су уписана имена свих власника земљишта, површина земљишта које посједују, квалитет земљишта и посебне информације о садржају и броју становника. Кљига не укључује карте које показују тачне локације. 

### Савремено доба
Абел Фулон је 1551. године описао планарни сто, али сматра се да је инструмент био у употреби и раније, јер његов опис је опис већ развијеног инструмента. 
Гунтеров ланац уведен је 1620. године од стране енглеског математичара Едмунда Гунтера . То је омогућило да се парцеле земљишта тачно прегледају и исцртају у правне и комерцијалне сврхе. 
Леонард Дигес је у својој књизи Геометријска пракса названа Пантометриа (1571) описао теодолит који је мјерио хоризонталне углове. Џошуа Хабермел ( Еразмус Хабермехл ) је 1576. године створио теодолит са компасом и стативом. Џонатон Сисион је први увео телескоп на теодолиту 1725. године. 
У 18. вијеку почеле су да се користе савремене технике и инструменти за геодетски премјер. Џесе Рамсден представио је први прецизни теодолит 1787. То је био инструмент за мјерење углова у хоризонталној и вертикалној равни. Свој "велики теодолит" створио је користећи прецизну машину за раздјељивање сопственог дизајна. Рамсденов теодолит представљао је велики искорак у тачности инструмента. Вилиам Гаскојне је изумио инструмент који је 1640. године користио телескоп са постављним цртама кончанице као циљни уређај. Џејмс Ват је 1771. године развио оптички мјерач за мјерење растојања;т.ј. измјерио је паралактички угао из којег се може утврдити удаљеност до тачке. 
Холандски математичар Вилеборд Снелијус представио је савремену систематичну употребу триангулације . 1615. године је истраживао удаљеност од Алкмаара до Бреде, приближно 72 миље (116 километара). Измјерена раздаљина је имала грешку од свега 3,5% од тачне вриједности. Геодетски премјер у овом случају је представљао ланац четвероуглова који су садржали 33 троугла. Снелијус је показао како се планарне формуле могу дорадити како би се омогућио додати и утицај закривљености земље на измјерене дужине. Такође је показао како се одрађује пресјек назад, односно како израчунати положај тачке унутар троугла користећи углове измјештене између врхова у непознатој тачки. Они се могу мјерити тачније од дирекционих углова врхова, који су зависили од тачности компаса. Његовим радом успостављена је идеја да се истражи примарна мрежа референтних  тачака и касниједа се пронађу помоћне тачке унутар примарне мреже. Између 1733. и 1740. године, Жак Касини и његов син Цезар започели су прву триангулацију Француске. Обухватали су и поновно премјеравање меридијанског лука, што је довело до објављивања 1745. године прве карте Француске која је изграђена помоћу ригорозних принципа. У то вријеме, методе тригулације добро су успостављене за израду карата мањих подручја. 
Тек крајем 18. века изводе се детаљни премјери у виду триангулационих мрежа које почињу да прекријавју читаве територије европских држава. 1784. године, тим  геодета из Велике Британије, започиње основну тријангулацију Британије . Први Рамсден теодолит изграђен је за ово истраживање. Геодетски премјер је коначно завршен 1853. године. Велики тригонометријски премјер Индије почео је 1801. године. Премјер Индије имао је огроман утицај на геодетску науку. Овај геодетски премјер је одговоран за једно од првих тачних мјерења дијела меридијанског лука и за мјерења геодетских аномалија. Премјером је утврђено и име и положај  Монт Евереста и картирани су и друге хималајски врхови. Геодетски премјер је постао и професионално занимање које је имало велику потражњу на прелазу 19. века са почетком индустријске револуције . За потребе геодетског премјера развијени су прецизни инструменти који су помагали у обављању прецизнихи и тачних мјерења. За потребе пројеката индустријске инфраструктуре коришћене су улуге геодета да би се поставили тачно канали, путеви и пруге. 
У САД-у је Уредбом о земљишту из 1785. створена јавна служба геодетског премјера. То је основа за појделу западних територија САД-а на дијелове како би се омогућила продаја земљишта. Ова служба је подјелила државе конституенте САД-а на општинске заједнице које су даље подјељене на секције и фракције секција. 
Наполеон Бонапарте основао је први катастар континенталне Европе 1808. године. Овај катастар је прикупио податке о броју парцела, њиховој вриједности, употреби земљишта и именима парцела. Овај систем се убрзо проширио широм Европе. 
Роберт Торенс представио је Торенсов систем у Јужној Аустралији 1858. године. Торенс је имао намјеру да поједностави трансакције земљишта и обезбиједи поуздан упис путем централизованог регистра земљишта. Торенсов систем усвојен је у неколико других нација свијета, гдје се говори енглеским језиком. Премејр је постао све важнији доласком жељезничких пруга 1800-их. Геодетски премјер је био неопходан како би жељезнице могле да планирају технолошки и финансијски одрживе руте. 

### 20. век
Почетком вијека геодети су побољшали старије ланце премјера, али су се ипак суочили са проблемом тачног мјерења великих удаљености. Тревор Лојд Водли развио је телурометар током 1950-их. Овај инструмент мјери велике удаљености користећи два микроталасна предајника / пријемника.  Током касних педесетих година прошлог вијека Геодиметар је увео опрему за електронско мјерење растојања (ЕДМ).  ЕДМ јединице користе вишефреквентни фазни помак свјетлосних таласа за утврђивање удаљености.  Ови инструменти су с вријеме потребно за извођење премјења даљина за период од неколико дана до неколико недеља. 
Напредак електронике омогућио је минијатуризацију ЕДМ-а. Седамдесетих година прошлог века појавили су се први инструменти који су комбиновали мерење угла и растојања, постали познати као тоталне станице . Произвођачи су додали још опреме по степенима, доносећи побољшања у тачност и брзину мерења. Главни напредак укључује компензаторе нагиба, снимаче података и рачунарске програме за рачунаре. 
Први сателитски систем за позиционирање био је систем Америчке морнарице ТРАНСИТ . Прво успјешно лансирање догодило се 1960. године. Главна сврха система била је пружање информација о положају ракетних подморницама Поларис . Геодети су открили да могу користити теренске пријемнике да одреде локацију тачке.Сателити нису покривали велике површине и велика опрема учинили су опажања напорним и нетачним. Главна употреба била је успостављање референтних вриједности на удаљеним локацијама. 
Америчке ваздухопловне ратне снаге лансирале су прве прототипове сателита Глобалног система за позиционирање (ГПС) 1978. године. ГПС је користио већу констелацију сателита и побољшао пренос сигнала да би пружио већу тачност. За рана ГПС опажања било је потребно неколико сати проматрања статичког пријемника да би се постигли захтјеви за тачношћу дефинисања положаја тачака. Недавна побољшања и сателита и пријемника омогућавају истраживање у стварном времену (РТК - метода). Помоћу РТК премјера добијају се мјерења високе тачности коришћењем фиксне базне станице и антене. 

### 21. век
Теодолит, тоталнастаница и РТК ГПС премјер остају примарне методе у геодетском премјеру. 
Даљинско снимање и сателитски снимци и даље се побољшавају и постају јефтинији, тако омогућавајући употребу и за шире кругове. Истакнуте нове технологије укључују тродимензионално (3Д) скенирање и употребу лидара за топографска истраживања. Појављује се и беспилотна технологија, уз фотограметријску обраду слике.